# Little Burstead
Little Burstead is een civil parish in het bestuurlijke gebied Basildon, in het Engelse graafschap Essex. In 2001 telde het dorp 397 inwoners.